# Аполлон-20
«Аполлон-20» — нереализованный полёт на Луну американского пилотируемого космического корабля серии «Аполлон». По первоначальному и затем дополнительному графикам программы «Аполлон» был предусмотрен в числе нереализованных трёх лунных полётов, планировался (до отмены в 1970 году) на июль 1974 года, имел в значительной мере изготовленные экземпляры ракеты-носителя Сатурн-5 и корабля, выбранное место посадки (район посадки автоматической станции «Сервейер-7», кратер Тихо).

## Экипаж
- Командир — Чарлз Конрад
- Пилот командного модуля — Пол Уайтц
- Пилот лунного модуля — Джек Лаусма

## Фото экипажа

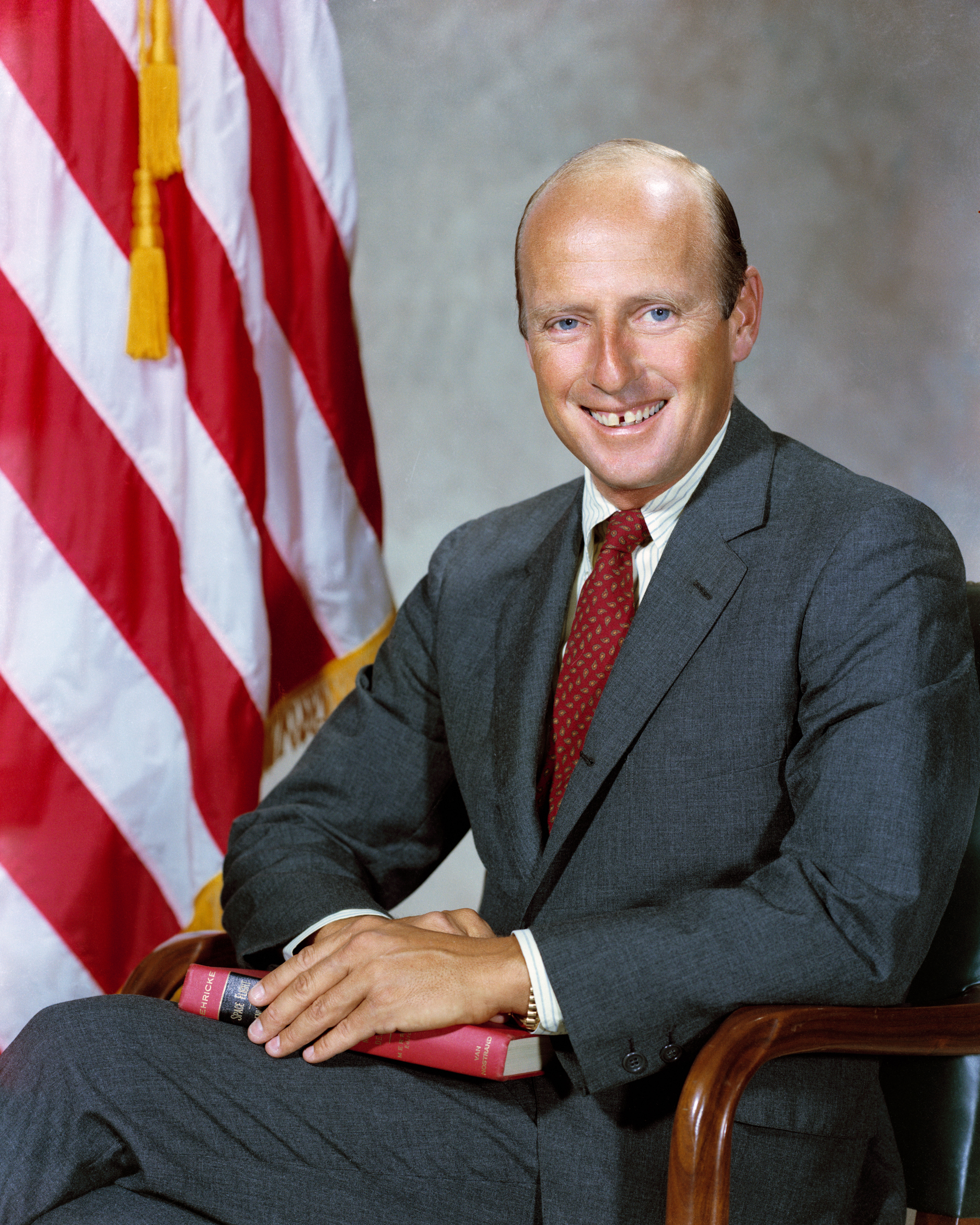
Чарлз Конрад
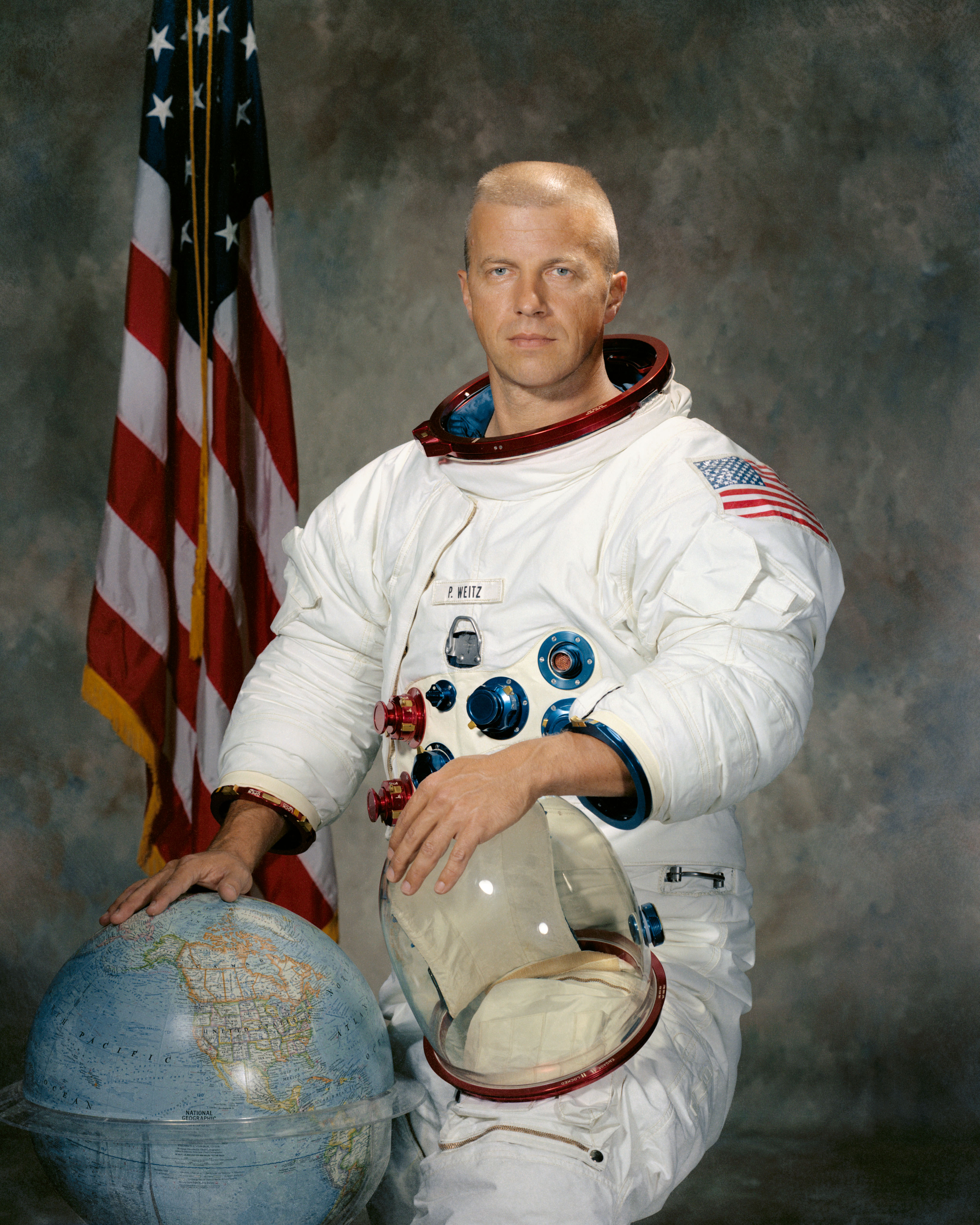
Пол Уайтц
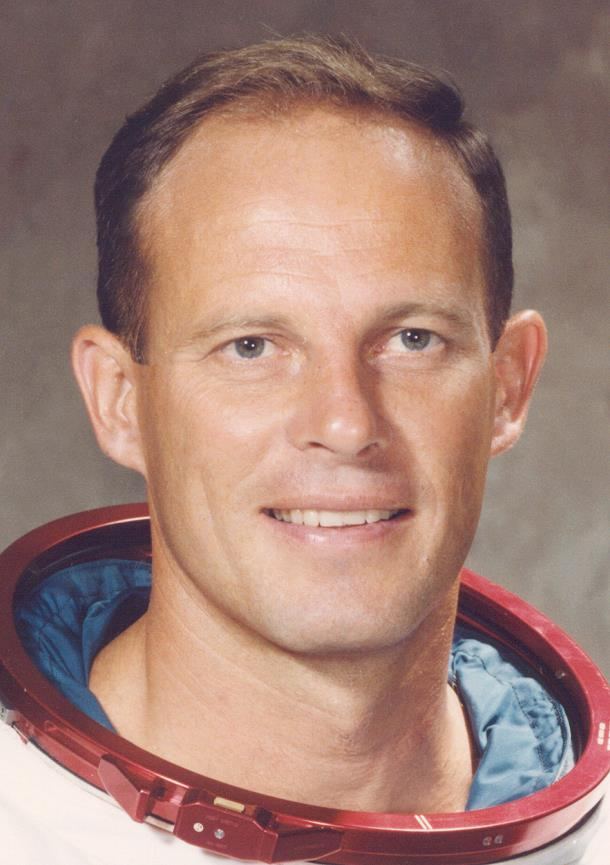
Джек Лаусма

## Планы
Вскоре после успешного прилунения Аполлона-11, 29 июля 1969 года НАСА объявляло программу полетов на Луну. Полет Аполлона-20 планировался на декабрь 1972 года и должен был высаживаться в район гор Декарта. При детальном планировании в октябре 1969 года для этой последней Лунной экспедиции был выбран по-научному привлекательный, но трудно достижимый кратер Тихо (или как резервный, но более вероятный вариант — район кратера Мариус (Холмы Мариуса)). Старт должен был произойти не позднее февраля 1973 года.
Во время планирования в начале 1970 года было решено, что все лунные экспедиции Аполлонов будут запускаться с шестимесячными интервалами, таким образом полёт Аполлона-20 передвигался на середину 1974 года после полёта Аполлона-19 в декабре 1973 года.
Официально НАСА никогда не объявляло состав экипажа этого полета, но при формальном подходе к этому вопросу — при ротации «запасной экипаж летит через три старта», изначально как вариант предполагался экипаж Чарлз Конрад — Пол Уайтц — Джек Лаусма (в этом случае Чарльз Конрад стал бы первым человеком, дважды высадившимся на Луне). В дальнейшем экипаж был передан программе Скайлэб.

## Отмена старта
Был отменён 4 января 1970 года, ещё до драматического полёта Аполлона-13. После этого Аполлон-19 был некоторое время плановым заключительным стартом..

## Судьба экипажа
- Чарлз Конрад — ранее летавший в экипажах Джемини-5, Джемини-11 и Аполлон-12, выполнил полёт Скайлэб-2.
- Пол Уайтц — выполнил полёты Скайлэб-2 и STS-6.
- Джек Лаусма — выполнил полёты Скайлэб-3 и STS-3.